# Phytomyptera frontalis
Phytomyptera frontalis là một loài ruồi trong họ Tachinidae.